# Garrett Birkhoff
Garrett Birkhoff (Princeton, 1911. január 19. – Water Mill, 1996. november 22.) amerikai matematikus.

## Pályafutása
Garrett Birkhoff a New Jersey állambeli Princetonban született. Apja, George David Birkhoff, szintén matematikus volt. 1928-ban kezdte meg a Harvard Egyetem BA-képzését, kevesebb mint hét évnyi előzetes formális oktatás után. Miután 1932-ben befejezte a Harvardot, az angliai Cambridge-i Egyetemre ment matematikai fizikát tanulni, de áttért az absztrakt algebra tanulmányozására Philip Hall irányítása alatt. A müncheni egyetemen tett látogatása során találkozott Carathéodoryval.
Birkhoff nem rendelkezett doktori címmel - a brit felsőoktatás akkoriban nem hangsúlyozta ezt a képzettséget -, és még az M.A. megszerzésével sem törődött. 1933-36-ban mégis a Harvard Society of Fellows tagja volt, és karrierje hátralévő részében a Harvardon tanított.
Az 1930-as években Birkhoff, harvardi kollégáival, Marshall Stone-nal és Saunders Mac Lane-nel együtt, jelentősen előmozdította az absztrakt algebra amerikai oktatását és kutatását. Ő és Mac Lane 1941-ben adták ki az A Survey of Modern Algebra című könyvet, a második angol nyelvű egyetemi tankönyvet a témában (Cyrus Colton MacDuffee An Introduction to Abstract Algebra című műve 1940-ben jelent meg). Mac Lane és Birkhoff Algebra (1967) című könyve az absztrakt algebra magasabb szintű tárgyalását tartalmazza. Az 1930-as években írt számos tanulmánya, amelyek a Lattice Theory című monográfiájában (1940; a harmadik kiadás ma is nyomtatásban van) csúcsosodtak ki, a hálóelméletet az absztrakt algebra egyik fő ágává tette. Az 1935-ös On the Structure of Abstract Algebras című tanulmánya a matematika egy új ágát, az univerzális algebrát alapozta meg. Birkhoff megközelítése az univerzális algebra és a hálóelmélet e fejlődéséhez Charles Sanders Peirce, Ernst Schröder és Alfred North Whitehead korábbi elképzeléseit ismerte el; Whitehead ugyanis 1898-ban írt egy monográfiát Univerzális algebra címmel.
A második világháború alatt és után Birkhoff érdeklődése az általa „mérnöki” matematikának nevezett terület felé fordult. A háború alatt a radarok célzásával és a ballisztikával foglalkozott. A fegyverek fejlesztése során olyan matematikai kérdések merültek fel, amelyek közül némelyikkel még nem foglalkozott a folyadékdinamikával foglalkozó szakirodalom. Birkhoff kutatásait a hidrodinamikáról szóló írásaiban, a Hydrodynamics (1950) és a Jets, Wakes and Cavities (1957) című művekben mutatta be.
Birkhoff, aki Neumann János barátja volt, nagy érdeklődést tanúsított az elektronikus számítógépek elterjedése iránt. Birkhoff felügyelte David M. Young doktori disszertációját a Poisson-féle parciális differenciálegyenlet numerikus megoldásáról, amelyben Young a szukcesszív túlrelaxációs (SOR) módszert javasolta. Birkhoff ezután Richard S. Vargával, egy korábbi tanítványával dolgozott együtt, aki a pittsburghi Westinghouse Electronic Corporation Bettis Atomic Power Laboratoryjában dolgozott, és atomreaktorok tervezésében segédkezett. Young eredményeit kibővítve a Birkhoff-Varga együttműködés számos publikációt eredményezett a pozitív operátorokról és a p-ciklusos mátrixok iteratív módszereiről.
Birkhoff több mint 200 tanulmányt publikált, és több mint 50 doktori értekezést felügyelt. Tagja volt a Nemzeti Tudományos Akadémiának és az Amerikai Művészeti és Tudományos Akadémiának. Az 1948-1949-es tanévben Guggenheim-ösztöndíjas volt, 1966-1968-ban pedig a Society for Industrial and Applied Mathematics elnöke. 1974-ben elnyerte a Lester R. Ford-díjat.

## Fordítás
Ez a szócikk részben vagy egészben  a   Garrett Birkhoff című angol Wikipédia-szócikk fordításán alapul.  Az eredeti cikk szerkesztőit annak laptörténete sorolja fel. Ez a jelzés csupán a megfogalmazás eredetét és a szerzői jogokat jelzi, nem szolgál a cikkben szereplő információk forrásmegjelöléseként.